# Cão de Fila de São Miguel
Cão de Fila de São  Miguel é uma raça de cão pastor originária da Ilha de São Miguel no arquipélago dos Açores, Portugal. O Cão de Fila de São Miguel faz parte do grupo das raças caninas insulares portuguesas, juntamente com o Barbado da Terceira e o atualmente considerado extinto Cão de Fila da Terceira, estando formal e oficialmente reconhecida nas instâncias competentes nacionais e internacionais como uma raça individualizada.
De tipo molossóide, é uma raça de porte médio, de traços rústicos, dotada de grande inteligência, muito independente e auto-confiante, e de grande poder físico, configurando assim uma raça de perfil dominante. É ainda hoje, seguindo a tradição secular da e na sua ilha de origem, utilizada para a guarda e guia de gado bovino leiteiro.

## História
Com o povoamento do Arquipélago dos Açores e o início da exploração das condições óptimas das ilhas para a criação de gado bovino, cedo se tornou clara a necessidade da presença de cães nas ilhas para ajudar à condução e defesa do gado, datando do século XVI a primeira referência à sua presença, nomeadamente na Ilha de São Miguel. Esses animais são reconhecidos como os precursores do Fila de São Miguel.
Embora a existência do Cão de Fila de São Miguel, como raça individualizada, esteja registada desde o início do século XIX, é apenas em 1982 que é iniciado o seu registo pela iniciativa de António José Amaral com a colaboração de Maria de Fátima Machado Mendes Cabral, médica veterinária, com o objectivo de criar um censo dos seus efectivos. O primeiro exemplar da raça registado oficialmente foi a cadela 'Corisca', uma perfeita representante da sua raça.
É também pela iniciativa destas mesmas duas pessoas que, em 1984, dois anos após o início do registo de indivíduos é publicado o primeiro estalão oficial. Em 1995 é proposto à Fédération Cynologique Internationale a homologação da raça, tendo sido finalmente reconhecida no ano de 2008.

### Origem
A raça hoje conhecida como o Cão de Fila de São Miguel descende dos mastins e alões inicialmente levados para as ilhas dos Açores pelos primeiros colonos, vindos do continente. Mais tarde, e através do contacto com outros povos que aportavam e se estabeleciam nos Açores, o património genético da raça foi enriquecido com cruzamentos feitos com mastins ingleses, buldogues e dogues de Bordéus, até ao culminar do aparecimento da nova raça, de características morfológicas e temperamentais próprias plenamente definidas.
Para além das mencionadas, outras raças raças poderão fazer parte da ancestralidade do Fila de São Miguel, como o Cão de Santo Humberto, também conhecido como Bloodhound, e o Dogo Canário, raça espanhola oriunda das Ilhas Canárias, mas está ainda por demonstrar a verdadeira ligação - se existente - entre estas raças e o Fila de São Miguel.

## Aparência

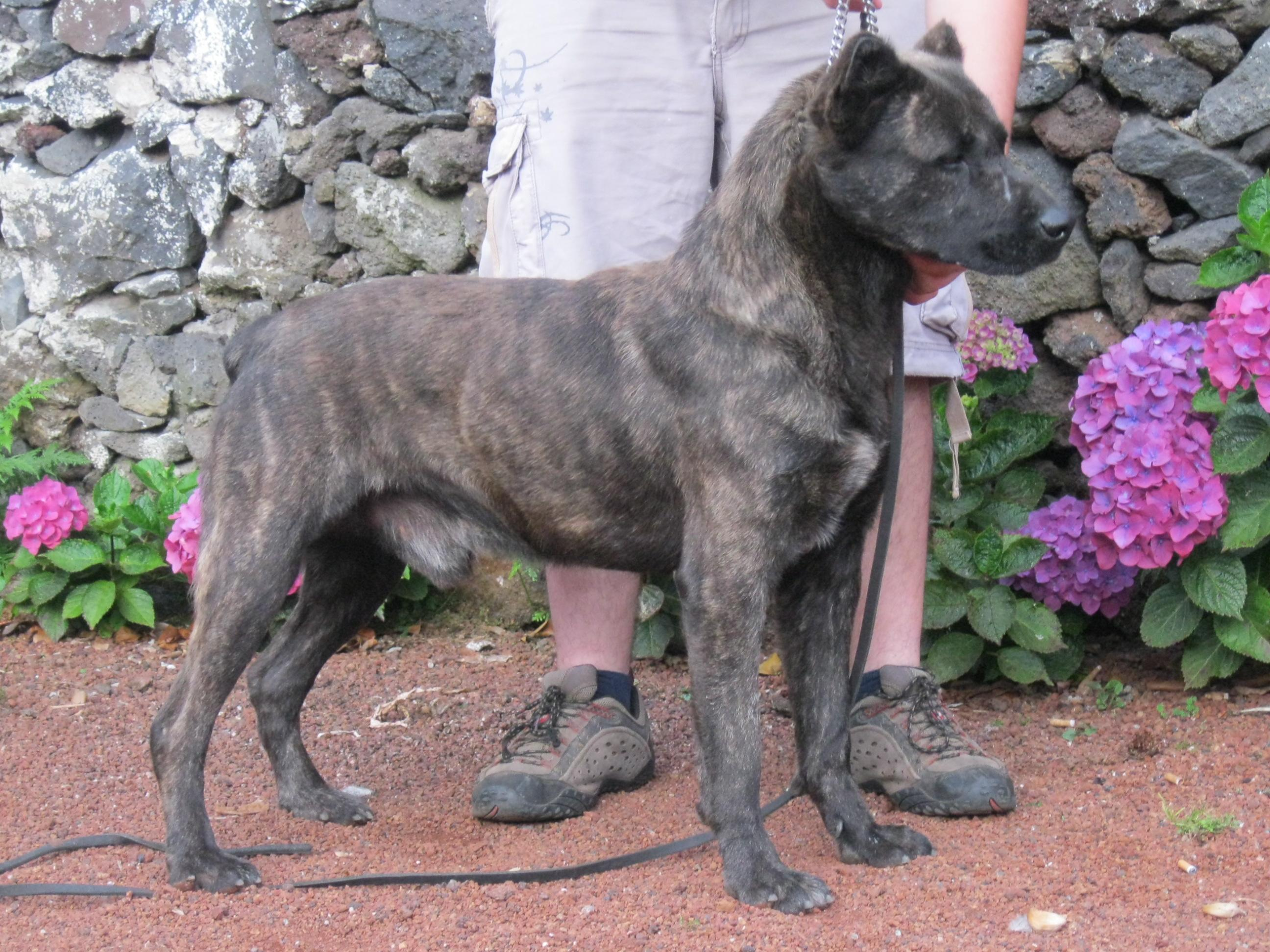
Cão de Fila de São Miguel

O Cão de Fila de São Miguel caracteriza-se por ser um animal de porte e traços rústicos e caracteristicamente mais comprido que alto. A raça é de porte médio, musculada, mas sem o aspeto pesado de outras.
O focinho é bem proporcionado, aparentemente curto, mas esconde uma boca larga, com dentição completa, capaz de uma dentada poderosa. A cabeça tem uma aspeto maciço, larga e com orelhas bem colocadas ao topo,  implantada num pescoço forte que radica de um tronco sólido, com peito largo e profundo. As patas são proporcionais ao corpo, com as dianteiras a ser, regra geral, ligeiramente afastadas.
A pelagem é forte, lisa e densa, e sempre raiada, podendo ser fulva, cinzenta ou amarela, com malha branca no peito. As patas também podem ser brancas.

### Estalão Oficial

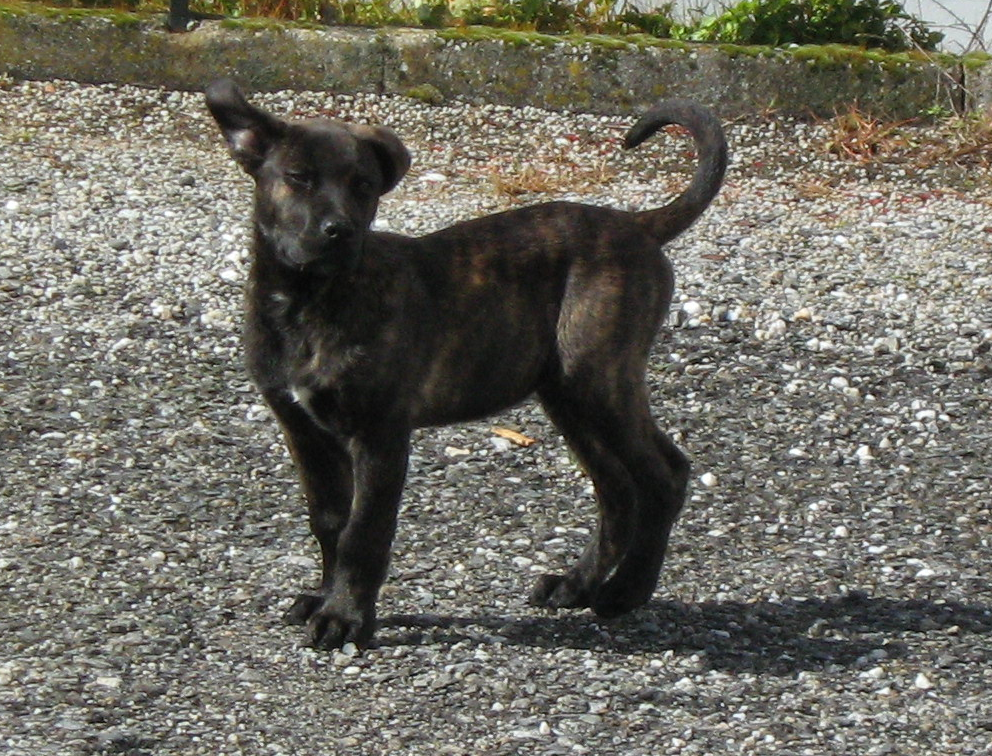
Doshi, um cachorro Fila de S. Miguel de três meses, com orelhas e rabo intactos

Os dados aqui transcritos estão conforme o estalão oficial da raça publicado pelo Clube Português de Canicultura e reconhecido pela Fédération Cynologique Internationale.
Por alterações introduzidas na legislação portuguesa, com vista a apoiar e defender o bem estar e saúde dos animais, quaisquer amputações que alterem o aspeto de um animal carecem de autorização médico-veterinária, justificativa da sua necessidade.
Assim, a prática tradicional de origem e motivos obscuros do encurtamento da cauda e corte das orelhas nesta raça, embora ainda mencionadas no estalão oficial, tornaram-se efetivamente ilegais e devem ser consideradas como aberrantes.
Dadas estas disposições, será de entender que os estalões oficiais que ainda observam amputações estéticas sejam revistos de modo a afastar essas práticas. 

#### Cabeça
Forte, de aspecto quadrado. Eixos longitudinais superiores crânio-faciais paralelos.

##### Região craniana
- Crânio: Largo, ligeiramente abaulado, protuberância occipital pouco aparente.
- Chanfradura Nasal (Stop): Pronunciada.

##### Região facial
- Trufa: Larga e de cor negra.
- Chanfro: Reto, ligeiramente abaulado, de comprimento um pouco inferior ao comprimento do crânio.
- Lábios: Bem pigmentados, sobrepostos, rasgados, firmes, de perfil inferior ligeiramente curvo.
- Maxilas: Muito fortes, bem desenvolvidas. Com boa oposição.
- Dentes: Dentição completa com fecho em tesoura ou em pinça.
- Olhos: Ovais, expressivos, ligeiramente encovados, castanhos escuros, horizontais, tamanho médio.
- Orelhas: Inserção acima da média. Quando não cortadas são de tamanho médio triangulares e pendentes mas ligeiramente afastadas da face. São correntemente cortadas em redondo.

#### Pescoço
Com boa ligação, direito, forte e de comprimento médio. Não tem barbela.

#### Tronco
Forte, musculado, com peitoral amplo.
- Peito: Largo e descido.
- Dorso: Direito.
- Lombo: De comprimento médio largo e bem musculado.
- Garupa: De comprimento médio em relação ao corpo, ligeiramente predominante em relação ao garrote.
- Linha inferior: Perfil inferior ascendente, ventres e flancos proporcionais ao corpo.

#### Cauda
Inserção alta, grossa.

#### Membros

##### Membros anteriores
Fortes, medianamente afastados e direitos.
- Espáduas: Ângulo escapulo-úmeral ligeiramente aberto.
- Braços: Fortes de comprimento médio, bem musculados.
- Antebraços: Grossos e bem musculados.
- Carpos: Grossos.
- Metacarpos: Grossos, de comprimento médio.
- Mãos: Ovais, com dedos e unhas fortes.

##### Membros posteriores
Fortes, medianamente afastados.
- Coxas: Compridas, musculadas, com ângulo coxo-femoral aberto.
- Pernas: De comprimento médio, musculadas.
- Metatarsos: De comprimento médio. Pode apresentar presunhos.
- Pés: Ovais, com dedos fortes não muito curvados. Unhas fortes.

#### Andamentos
Fáceis e soltos. Em movimento o posterior é ligeiramente bamboleante.

#### Pele
Grossa e pigmentada.

#### Pelagem

##### Pêlo
Curto, liso, denso, com textura forte, ligeiramente franjado na cauda, região anal e posteriores.

##### Colorações
Fulvo, areia carbonizada e cinzento, nas tonalidades claro a escuro, devendo ser sempre tigrado. A presença de uma macha branca na região frontal e mento-peitoral é admissível assim como coloração branca nas mãos (manalvo), pés (pedalvo) ou em todas as patas simultaneamente (quadralvo).

#### Altura e peso

##### Machos
- Altura ao garrote: 50 a 60 cm
- Peso: 25 a 35 kg

##### Fêmeas
- Altura ao garrote: 48 a 58 cm
- Peso: 20 a 30 kg.

## Temperamento
Raça de uma inteligência viva e aguçada, com grande facilidade em aprender, a força de carácter do Cão de Fila de São Miguel, aliada a uma desconfiança perante estranhos instintiva a todo o guarda por vocação, pode ser facilmente confundida com agressividade, mas esconde uma índole meiga para com aqueles com quem lida de perto, sem no entanto deixar de ser um guardião tenaz e corajoso de quem o trata. A lealdade à sua família humana é extrema.
Com ainda mais ênfase dada a natureza dominante da raça, a educação e sociabilização dos cachorros deve serve feita desde o nascimento, expondo os animais gradualmente a novas situações e estímulos, de modo a potenciar o desenvolvimento de indivíduos equilibrados e aptos a conviver com seres humanos e outros animais.
Não é uma raça adequada a iniciantes, dada a sua natureza dominante, ainda mais potenciada pela sua pujança física e carácter vincadamente independente e autónomo.

## Saúde e manutenção

### Saúde
Sendo uma raça rústica, possui uma saúde robusta e não existem registos até à data que levem a crer que exista alguma patologia a que a raça seja especificamente atreita por razões genéticas. A esperança média de vida desta raça está calculada nos 12 anos.

### Manutenção
A mesma rusticidade que dá a saúde vigorosa à raça também a torna uma raça carente de pouca manutenção, num sentido estreito. O pelo curto e duro poderá ser escovado ocasionalmente e banhos serão esporádicos. Alimentação adequada e equilibrada proporcionará aos cachorros em desenvolvimento o necessário para se tornarem adultos saudáveis e o mesmo regime será o suficiente para assegurar a saúde em adulto.

## Função
Cão pastor por tradição e excelência, a sua aptidão natural para o gado bovino pode, com o devido treino, ser canalizada para a guarda de cavalos e outros ruminantes de menor porte como ovelhas e cabras. Quando não canalizado para a pastorícia, o Cão de Fila de São Miguel deu já provas da sua aptidão para a caça grossa, como a do javali e do veado.
Mais recentemente, o Cão de Fila de São Miguel encontrou lugar nas forças de segurança pública - Polícia de Segurança Pública e Guarda Nacional Republicana - como elemento nas equipas cinotécnicas. O seu temperamento forte e protetor é também valorizado como cão de defesa pessoal.

### Treino
Mesmo como animal de companhia, um Cão de Fila de São Miguel deve ter a oportunidade de ter uma tarefa a desempenhar. Um treino consciencioso é sempre um meio simples e eficaz de estreitar a relação entre a família humana e o animal, ao mesmo tempo que proporcionará exercício físico e mental necessários à formação e desenvolvimento de um animal bem equilibrado.
No entanto, dadas as características intrínsecas da raça, treinar um exemplar do Cão de Fila de São Miguel é uma tarefa que se pode demonstrar bastante desafiante para alguém que tenha pouca experiência com cães. Sendo uma raça muito inteligente e dominante, não responderá bem ao uso da força. Uma socialização plena é recomendada.